# Przejściowa amnezja globalna
Przejściowa amnezja globalna (przemijająca globalna amnezja – TGA) – choroba polegająca na nagłym wystąpieniu całkowitej amnezji następowej (niezdolności do zapamiętania nowych zdarzeń) a także czasami amnezji wstecznej bez upośledzenia innych funkcji neurologicznych. Trwa zazwyczaj 2–12 godzin, a maksymalnie dobę. TGA występuje z częstością około 3–8 przypadków na 100 tys. osób na rok, najczęściej u osób w wieku 50–70 lat (rzadko u młodszych niż 40 lat). Zapis EEG jest zwykle prawidłowy. Przyczyny nie są dokładnie poznane, może być to jednostronne uszkodzenie wzgórza, napad padaczkowy, miejscowe niedokrwienie lub zator żylny. Epizod amnezji zazwyczaj jest pojedynczy, a roczne prawdopodobieństwo nawrotu wynosi około 5%.